# Concordia (Missouri)
Concordia – miasto w Stanach Zjednoczonych, w stanie Missouri, w hrabstwie Lafayette.